# Marek Nawalany
Marek Nawalany (ur. 12 września 1947, zm. 21 maja 2020) – polski inżynier, profesor nauk technicznych. Specjalizował się w gospodarce zasobami wodnymi, hydrologii, hydrogeologii oraz inżynierii środowiska. Nauczyciel akademicki Wydziału Instalacji Budowlanych, Hydrotechniki i Inżynierii Środowiska Politechniki Warszawskiej.

## Życiorys
Techniczną fizykę jądrową ukończył na krakowskiej Akademii Górniczo-Hutniczej w 1971 i tam też się doktoryzował w 1974. Staż podoktorski odbył w holenderskim Delfcie w zakresie hydrologii i gospodarki wodnej. W 1982 ukończył matematykę na Uniwersytecie Warszawskim. Habilitował się w 1984 na Politechnice Warszawskiej w dziedzinie hydrologii i gospodarki wodnej. Tytuł naukowy profesora nauk technicznych został mu nadany w 1992 roku. W latach 1992–2000 pełnił funkcję dyrektora Instytutu Inżynierii Środowiska Politechniki Warszawskiej. Od 2007 był kierownikiem i profesorem w Zakładzie Ochrony i Kształtowania Środowiska (od 2011 – katedra).
Prowadził zajęcia m.in. z hydrologii i analizy systemowej w ochronie środowiska. W pracy badawczej zajmował się takimi zagadnieniami jak: matematyczne i numeryczne modele hydrodynamiki przepływu i transportu masy w wodach podziemnych, analiza systemowa w ochronie środowiska oraz systemy dynamiczne w środowisku naturalnym.
Był członkiem szeregu krajowych i międzynarodowych towarzystw naukowych i technicznych, m.in. International Association of Hydological Sciences (od 1985), Komitetu Gospodarki Wodnej PAN (od 1985), International Association for Hydrogeologists (od 1985), Technicznego Komitetu Doradczego CEE TAC w Global Water Partnership for Central and Eastern Europe (od 1998). Wypromował kilkunastu doktorów. Od 2014 był członkiem Państwowej Rady Ochrony Środowiska.
Autor monografii pt. Propozycja modelu matematycznego systemu wodnego dla interpretacji izotopów naturalnych w wodzie (Instytut Fizyki i Techniki Jądrowej AGH, wyd. 1975), współautor książki Natural Groundwater Flow (wraz z Wouterem Zijl, wyd. CRC Press 1993) oraz współredaktor (wraz z J. Michalakiem i A. Sadurskim) podręcznika pt. Schematyzacja warunków hydrogeologicznych na potrzeby numerycznego modelowania przepływu w JCWPd. Założenia metodyczne (Państwowy Instytut Geologiczny 2011, ISBN 978-83-7538-809-1). Artykuły publikował m.in. w takich czasopismach jak: „Biuletyn Państwowego Instytutu Geologicznego” oraz „Prace Naukowe. Inżynieria Środowiska”.